# Klaus Schreiner (Museologe)
Klaus Schreiner (* 27. Oktober 1929 in Potsdam; †  18. Oktober 1991 in Alt Schwerin) war ein deutscher Historiker und Museologe.

## Leben und Wirken
Klaus Schreiner, Sohn eines Landarztes und einer Lehrerin, wuchs  in dem Haveldorf Schollene auf. Nach dem Tod des Vaters arbeitete er zwischen 1944 und 1946 als Knecht auf einem Bauernhof. Nach dem Abitur 1948 studierte er bis 1953 Geschichte, Pädagogik und Publizistik in Leipzig. Bis 1960 war er Assistent für Philosophie und Geschichte an der Ernst-Moritz-Arndt-Universität in Greifswald und wurde anschließend wissenschaftlicher Mitarbeiter im Müritz-Museum in Waren.
Klaus Schreiner wurde im März 1963 an der Wilhelm-Pieck-Universität Rostock bei Günter Heidorn und Martin Polzin mit einer Arbeit zu Der Kampf der Werktätigen Vorpommerns gegen den militaristischen Kapp-Putsch und die daran anschließenden Aktionen im März 1920 promoviert. Danach wurde er Obermuseumsrat am Agrarhistorischen Museum Alt Schwerin.
Neben seiner Arbeit als Museumsleiter engagierte sich Klaus Schreiner sehr aktiv bei der theoretischen Fundierung der Museologie als Wissenschaft, wurde 1965 in den Nationalen Museumsrat der DDR berufen und trat dem ICOM-Komitee für Museologie bei. Schreiner war Mitglied in der Arbeitsgruppe Museologie des Ministeriums für Hoch- und Fachschulwesen der DDR.  Die Promotion B erfolgte im April 1984 mit der schon 1982 eingereichten Arbeit Einführung in die Museologie. Ein Beitrag zu den theoretischen Grundlagen der Museumsarbeit, Gutachter waren Kurt Wernicke, Kurt Patzwall und Ilse Jahn.
Gegen Ende der DDR war Schreiner Präsidiumsmitglied der Historiker-Gesellschaft der DDR. Vor allem seine äußerst kontrovers geführten Auseinandersetzungen mit dem tschechoslowakischen Museologen Zbynek Z. Stránský, dem er unter anderem ideologische Verfehlungen vorwarf, wurde von zahlreichen Museumsfachleuten in der DDR sehr kritisch beurteilt.

## Publikationen (Auswahl)
- Dokumente berichten vom Kampf um die Einheit der Arbeiterklasse und Werktätigen im Kreis Waren (= Veröffentlichungen des Müritz-Museums Waren. Heft 6). Bezirksmuseum Müritz, Waren 1961.
- Müritzgebiet. Waren, Klink, Malchow, Alt Schwerin, Röbel (= Brockhaus-Wanderheft. Heft 130). Brockhaus, Leipzig 1970 [drei Auflagen mit zusammen 45.000 Exemplaren].
- Museologische Termini. Auswahl, Eigenverlag, Neubrandenburg  1982.
- Zur Theorie und Methodik der Sammlung, Bewahrung, Erschliessung und Nutzung der Musealien (= Grundlagen der Museologie. Heft 5). Agrarhistorisches Museum, Alt Schwerin 1984.
- mit Heinz Wecks: Museologie – Gegenstand, Aufgaben, Bestandsbildung (= Schriftenreihe des Instituts für Museumswesen. Heft 27). Institut für Museumswesen, Berlin 1986.
- mit Heinz Wecks: Museale Bestandswahrung und Bestandserschliessung (= Schriftenreihe des Instituts für Museumswesen. Heft 28). Institut für Museumswesen, Berlin 1987.
- mit Heinz Wecks: Institution Museum – Funktionen und Leitung (= Schriftenreihe des Instituts für Museumswesen. Heft 30). Institut für Museumswesen, Berlin 1987.
- mit Heinz Wecks: Geschichte des Musealwesens (= Schriftenreihe des Instituts für Museumswesen. Heft 31). Institut für Museumswesen, Berlin 1988.